# Fridrich Fényírda
Fridrich János napfény-fotográfiai műterme, az Atelier 1905-ben történt megnyitásártól 80 éven keresztül volt eredeti funkciójában Szentes város meghatározó fényképészeti műhelye. Az enyészettől való megmentése és felújítása Rózsa Gábor (1944–2006) mérnök-muzeológus kitartó munkájának köszönhető.
Újjáépítését követően 1997-től a szentesi Koszta József Múzeum ipartörténeti bemutató helye, az ország egyetlen vidéki fényírdája. Korhű belső terében Fridrich János és lányai, illetve más szentesi fotográfusok felvételei, műszerei, eszközei és szerszámai tekinthetők meg. Jelentős fényképészeti- és művészettörténeti szakirodalom, mintegy 150 db 1880 és 1960 közötti kiadású könyv illetve sorozat, valamint fotó-periodikák bekötött évfolyamai is megtalálhatók itt. A tárgyak között mintegy 20 db felvevő kamera, 15 db másoló és nagyító gép, speciális retus-asztalok, lámpák, és korabeli laboratóriumi berendezések vannak a részben eredeti bútorok környezetében kiállítva.

## Fridrich János és a Fényírda

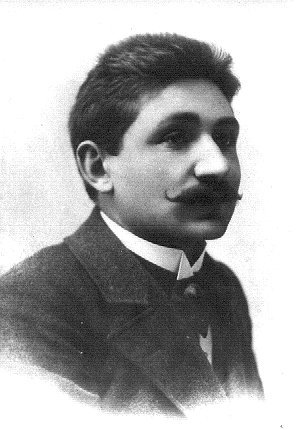
Fridrich János (1874–1959) fényképész ifjúkori portréja

Az alapító Fridrich János (Edelény, 1874. szeptember 7. – Szentes, 1959. május 16.) fényképész, amatőr festő, aki a mesterséget Miskolcon, Váncza Emma műtermében inaskodva sajátította el. Fényképész segédként több műteremben is dolgozott, Kassán, Lőcsén, majd Szombathelyen és Divald Károlynál Eperjesen.
Szentesre 1893-ban (egyes források szerint – valószínűleg tévesen – 1900-ban) telepedett le, amikor Herzl (Hegedűs) Vilmos (1828-1893) fényképészmester alkalmazta operatőrként és retusőrként. Mestere halála után ő vitte tovább az ipart „Hegedűs utóda”-ként, majd 1905-ben önállósította magát. Már kisinas korában kiütközött képzőművészeti hajlama, és egész életében jó közepes amatőr szinten rajzolt és festegetett is. Művészi ereje a fotográfia kompozíciójának megrendezésében rejlett. Különös tehetsége volt a hatásos apró részletek megválasztásában is. Munkája során sokat kísérletezett, a korabeli szakirodalomban is tájékozott volt. Különleges technikákat alkalmazott, például selyemre és vászonra is készített portréképeket.
1904-ben kezdte el a saját üvegtetős műtermének felépítését a főtér közelében, a „Görög bérház” eredetileg zárt udvarán, ahová a rá következő évben költözött át. A villanyvilágítás kezdete előtt az üvegaknás fényudvaros műhelyben kiváló minőségű zsáner- és csoportképeket készített. Laboratóriuma is az udvarról tükörrel “belőtt”, ablakában óriási kondenzor-lencsékkel párhuzamosított fénynyalábbal működött. Alapszerszáma egy 90 cm képátmérőjű egyedi készítésű álló fakamera és egy szintén fából épített fali faprojektor voltak. Konform, cserélhető lencséivel a felvételi fényutat minden torzítás nélkül rekonstruálhatta a nagyítás munkamenetéhez is.
Műterme eredeti funkciója mellett hamarosan a város művészei, amatőr festői és más jelesei rendszeres találkozó helye lett. Ezen alkalmak bensőséges hangulatát idézi egy poszterré nagyított kép, amely a Fényírda falát díszíti a bejárattal szemközt. Koszta József és Lakos János Pál festőművészeknek amolyan házi-fényképésze volt, de megfordult itt Rudnay Gyula, a kecskeméti Révész Imre és a vásárhelyi festők közül Tornyai János és Endre Béla. Szentesen szinte kizárólag ő foglalkozott műtárgyak közvetítésével, képzőművészeti menedzseléssel. Jelentős szerepe volt a helyi szobrászok, Koncz Antal és Örkényi Strasszer István munkáinak megismertetésében.

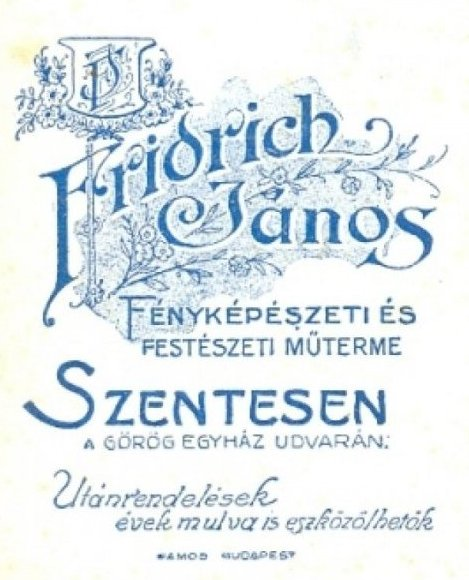
Fridrich János reklámja 1910 körül

Fényképészként, velocipédjén utaztatott 50x30x50 cm-es faszerkezetű gépével és a fakazettába töltött negatív üveglemezekkel járta be Szentest és környékét. Lefényképezte az áradó Tiszát, a tutajos faúsztatást, végigfotografálta a 24 szélmalmot, a város összes középületét ugyanúgy, mint a cigányputrikat és a jelentősebb tanyákat, csárdákat is. Divatba hozta a tanyagazdaságok színezett tájképeit is.
Az első világháborúban megsebesült, hosszú gyógyulása idején a műtermet felesége Schulcz Ida (1887-1955) vezette. 1917-ben az Érdekes Újság háborús fotópályázatán III. díjat nyert. Később is gyakran kapott különféle elismeréseket és okleveleket.
Leányai, Erzsébet (1917), Katalin (1921) és Ida (1922) szintén kitanulták szüleik mesterségét. Tanulói és segédei voltak: Bartusné Pataki Margit, Berényi Dusi, Békefi Károly, Dékány Teréz, Gyarmati Eszter, Homokiné Zsoldos Zsuzsanna, Koncz Antal.
Fridrich János halála után 1959-től iparát legidősebb leánya, Massányiné Fridrich Erzsébet (1917-1997) vette át, aki 1985-ig működtette a műtermet az eredeti funkciójában.

## A Fényírda megmentése
A Fényírda a görög ortodox templom közelében, egy mára szabaddá vált területen áll. Sután, szinte félve simul a szomszédos ház hatalmas oldalfalához-végéhez. (Az említett szomszédos épületrészt 2016-ban lebontották.) Az üres tér az elmúlt század 70-es éveiben lezajlott városközpont-rekonstrukció — mai szemmel elsietett — bontási munkálatai során alakult ki, melynek áldozatául esett a „görög bérház”, a jelenlegi főteret uraló „Fehér-ház” helyén fennállt egykori Haris-féle kereskedőházzal együtt.
1985-ben a műterem bezárását követően a rozzanttá vált épület sorsa  megpecsételődött volna, de helyi kezdeményezésre két évvel később ipartörténeti emlékhellyé nyilvánították. 1989-ben a családtól adományozás révén a Csongrád Megyei Közgyűlés birtokába került, ám a rendszerváltó lelkesedést jó ideig nem követték tettek, így az állaga folyamatosan tovább romlott. Egy ideig az Ópusztaszerre való áttelepítését tervezték, ahogy az az 1980-as években a szentesi tanya, vagy a Szentes-Dónáti szélmalom esetében is történt: szétszedve, majd újjáépítve. Rózsa Gábor ezzel szemben a helyben való megőrzést tűzte ki célul, melyet Ráday Mihály, a jeles városvédő is támogatott. Az általa szerkesztett Unokáink sem fogják látni… című műsorban bemutatta mint megmentendő ipartörténeti értéket. 
1994-ben Bánfi László szentesi építészhallgató részletes felmérést és falkutatást végzett a Megyei Önkormányzat megbízásából. Ennek során kiderült, hogy a jelenlegi állapot több építési fázis lesilányított eredménye. Az épületnek nincs megfelelően szigetelt sávalapja, a talajpára hatására megállíthatatlan gombásodás lépett föl, és a teljes közmű-kapcsolat javíthatatlan. Továbbá a falazat is vegyes: jobbára vályog, és csak az időközi átépítések környezetében tégla. A teljes világítóudvar, és a kontár módon utólag beépített gerenda pedig életveszélyes. Ezért az a határozat született, hogy az építmény teljes elbontása után hű hasonmás épüljön, közműves toldalékkal. Sajátos módon ez később a műemlékké nyilvánítás akadálya lett.
Terney László (1947-1998) helyi építészmérnök, volt városi főépítész, műemléki szakmérnök készítette az engedélyezési tervet, amelyet a „Görög udvar” rekonstrukciós elképzelésébe illesztett bele. Ez utóbbi nem valósult meg, így nem állt helyre az elbontott „Görög bérház” kapualjának meghitt hangulata. A közművek tervezését Fári István, a SZENTESTERV Műszaki Tervező és Szolgáltató Kft. munkatársa készítette. A kivitelezést a Csongrád Megyei Közgyűlés beruházásában Bertók Gyula kőműves és Rátfai István építési vállalkozó végezték el.
Az egyedi ipartörténeti emlékhelyet 1997-ben, halódásának 12. évében sikerült csak megnyitni. Tulajdonjogi korlátozások, gyakran a szűk látókörűség és ellenérzések övezték a megmentésén munkálkodók, jelesül Rózsa Gábor munkáját, akinek a keserűségét a korabeli – a barátai részére rendszeresen megküldött – írásaiból ma is pontosan érzékelni lehet.

## A Fényírda mint ipartörténeti bemutató hely
A felújított Fridrich Fényírdát egy ideig Szabóné Remzső Erzsébet fényképész mester kezelte, aki Massányiné Fridrich Erzsébet mellett töltötte az inaséveket, így első kézből ismerte a műterem korabeli működését. Az előtérben volt kialakítva a fényképész üzlet, míg az igényes műtermi felvételek a korhű környezetben, bent készültek el. Rózsa Gábornak ez az ideája 1999-ig volt működőképes, ez után a Fényírda a Koszta József Múzeum Péter Pál Polgárháza filiáléjaként működött.
A kiállítás berendezése ugyancsak Rózsa Gábor munkája, aki a megmentés és a felújítás megkoronázásaként alakította ki a fényírda belső tereit. Az állandó tárlatban Fridrich János és lányai (Erzsébet, Katalin és Ida), illetve más szentesi fotográfusok városképei, családi-, csoport- és alkalmi felvételei, műszerei, eszközei és szerszámai tekinthetők meg. Jelentős a fényképészeti- és művészettörténeti szakirodalom, mintegy 150 db 1880 és 1960 közötti kiadású könyv illetve sorozat, valamint fotó-periodikák bekötött évfolyamai találhatók meg itt. A tárgyak között kb. 20 db felvevő kamera, 15 db másoló és nagyító gép, speciális retus-asztalok, lámpák, és korabeli laboratóriumi berendezések is vannak a részben eredeti bútorok környezetében.
Hátterében kiszolgáló raktár és fotótár működik, melyben az elképzelés szerint folyamatosan visszagyűlhetne a Fridrich-fotóanyag. Hozzávetőlegesen 2000 db üveg-, 18 ezer síkfilm, és mintegy 1500 különböző méretű és árnyalatú papírkép reprezentálja a képanyagot, mely a néprajz- és várostörténet, valamint a helyi amatőr művészet történetének lehetne pótolhatatlan kincsesbányája, ha a mindezekhez biztosítható volna az akadálytalan hozzáférés.
Ezen a téren jelentős gond, hogy a gyűjtemény feltárása, leltározása csak részlegesen történt meg, és ez törvényi akadályt jelent a kutatás illetve a képek romló állaga miatt sürgetővé vált digitalizálás útjában.
A tulajdonos Szentes város, illetve a kezelő Koszta József Múzeum jelenlegi lehetőségei csak a megőrzést és az előre bejelentkezés alapján történő korlátozott bemutatást teszi lehetővé. A szakszerű, szisztematikus feltárás, a pontos leltározás lefolytatása és az itt őrzött várostörténeti jelentőségű felvételek közkinccsé tétele egyelőre várat magára.
A Fényírda enyészettől való megmentőjének emlékére 2007-ben, az avatás 10. évfordulóján civil kezdeményezés nyomán az épület előtti teret Rózsa Gábor térnek nevezték el, az épület nyugati falán pedig felavatták a mérnök-muzeológus bronz domborművét, Lantos Györgyi és Máté István Archiválva 2013. június 13-i dátummal a Wayback Machine-ben csongrádi szobrászművészek alkotását.

## Képek, videók, információk
- Nagy Zsolt Imre fotói
- Nagy Béla képsorozata
- Kóbor Klaudia, Garai Imre: Fridrich János Fényírdája Szentesen. YouTube videó, 2014. november 2.
- Purgel Nóra - Gila György: Bemutatjuk a szentesi Koszta József Múzeum Fridrich Fényírdáját. YouTube videó, 2016. január 28.
- Kurca TV - Kárpáti Lajos: Fotó-show-k a Fényírda körül. YouTube videó, 2016. december 15.

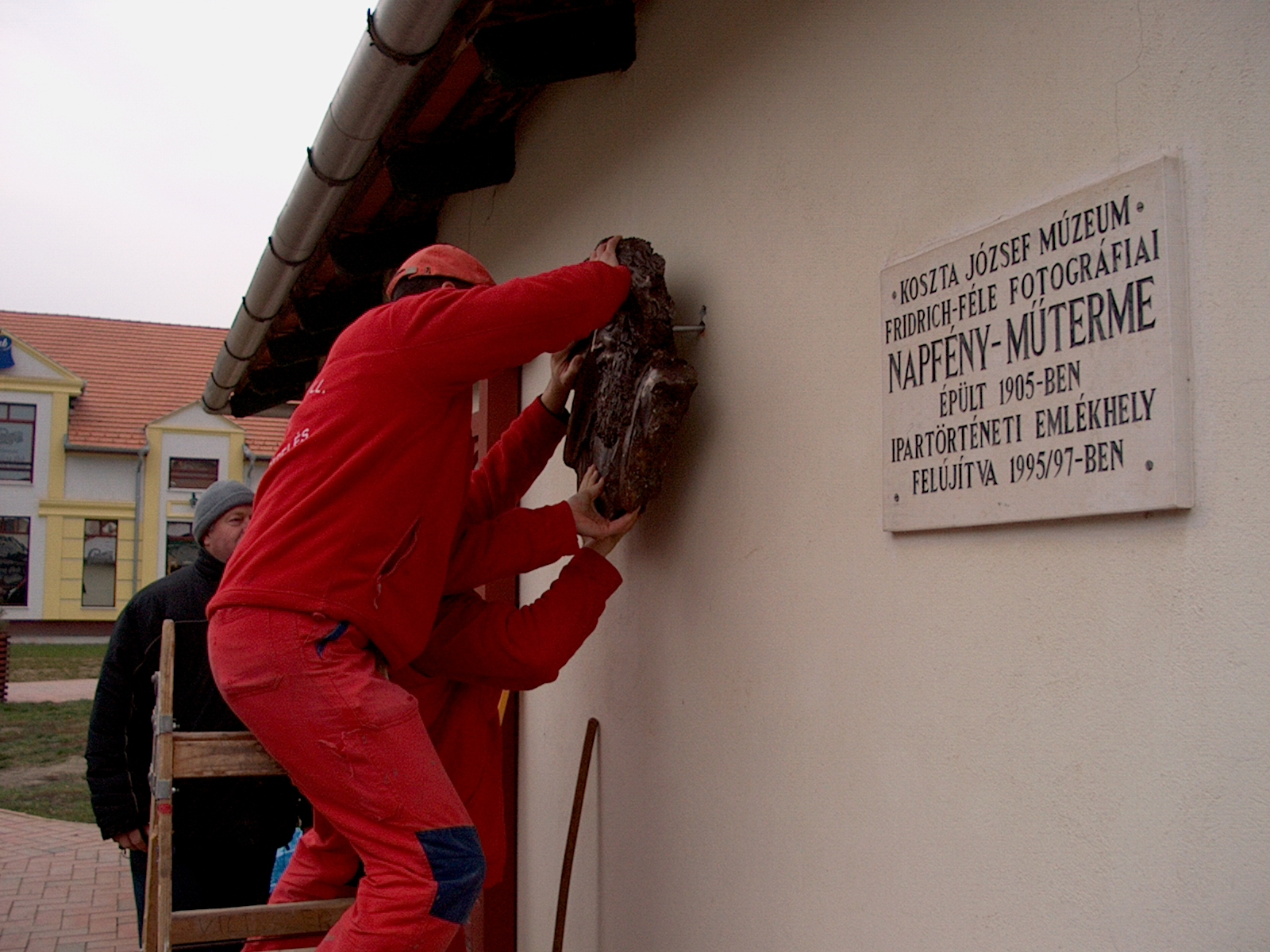
A Rózsa Gábor dombormű elhelyezése
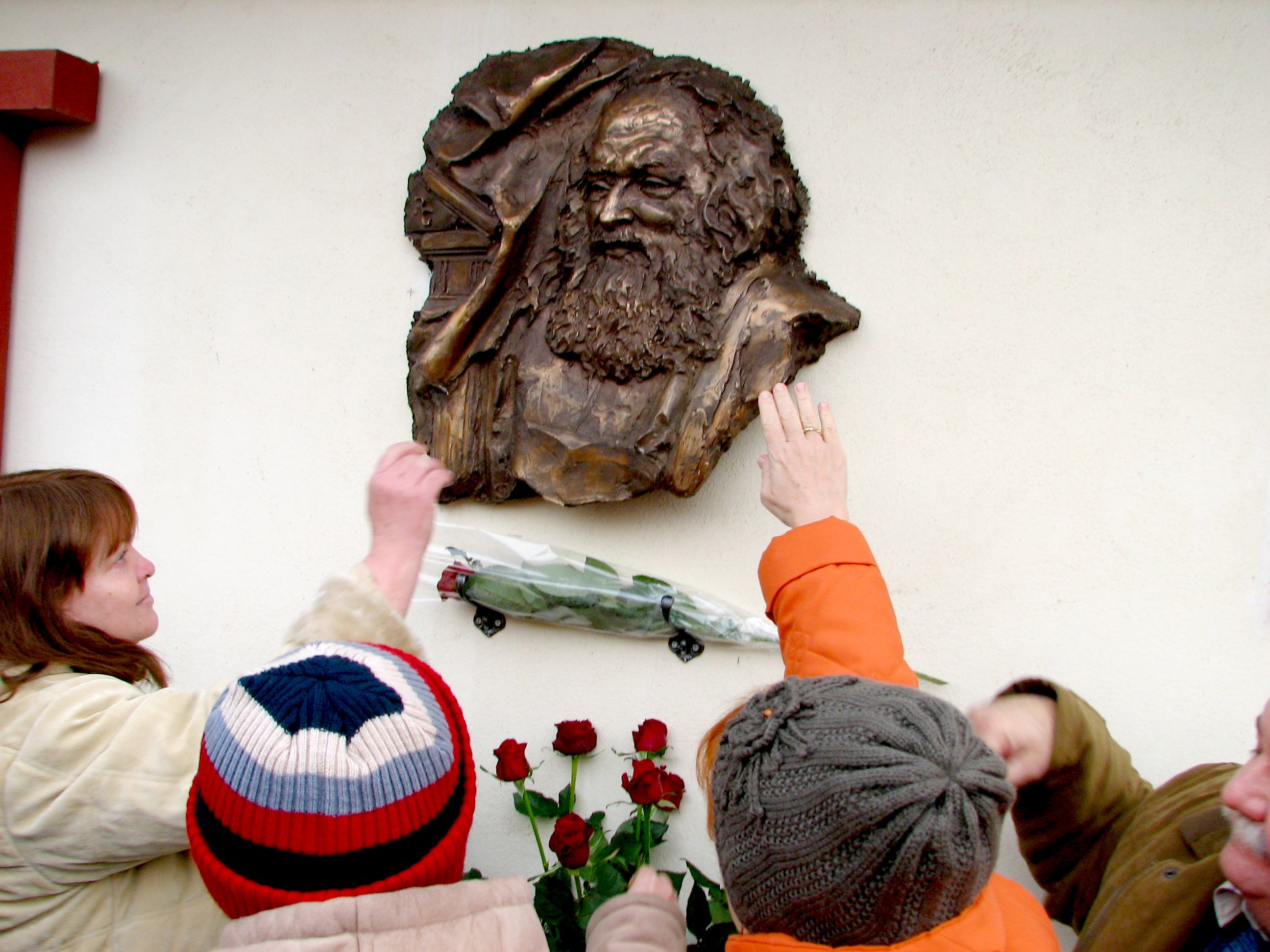
"Simogassátok meg a szakállát..." a dombormű avatásán
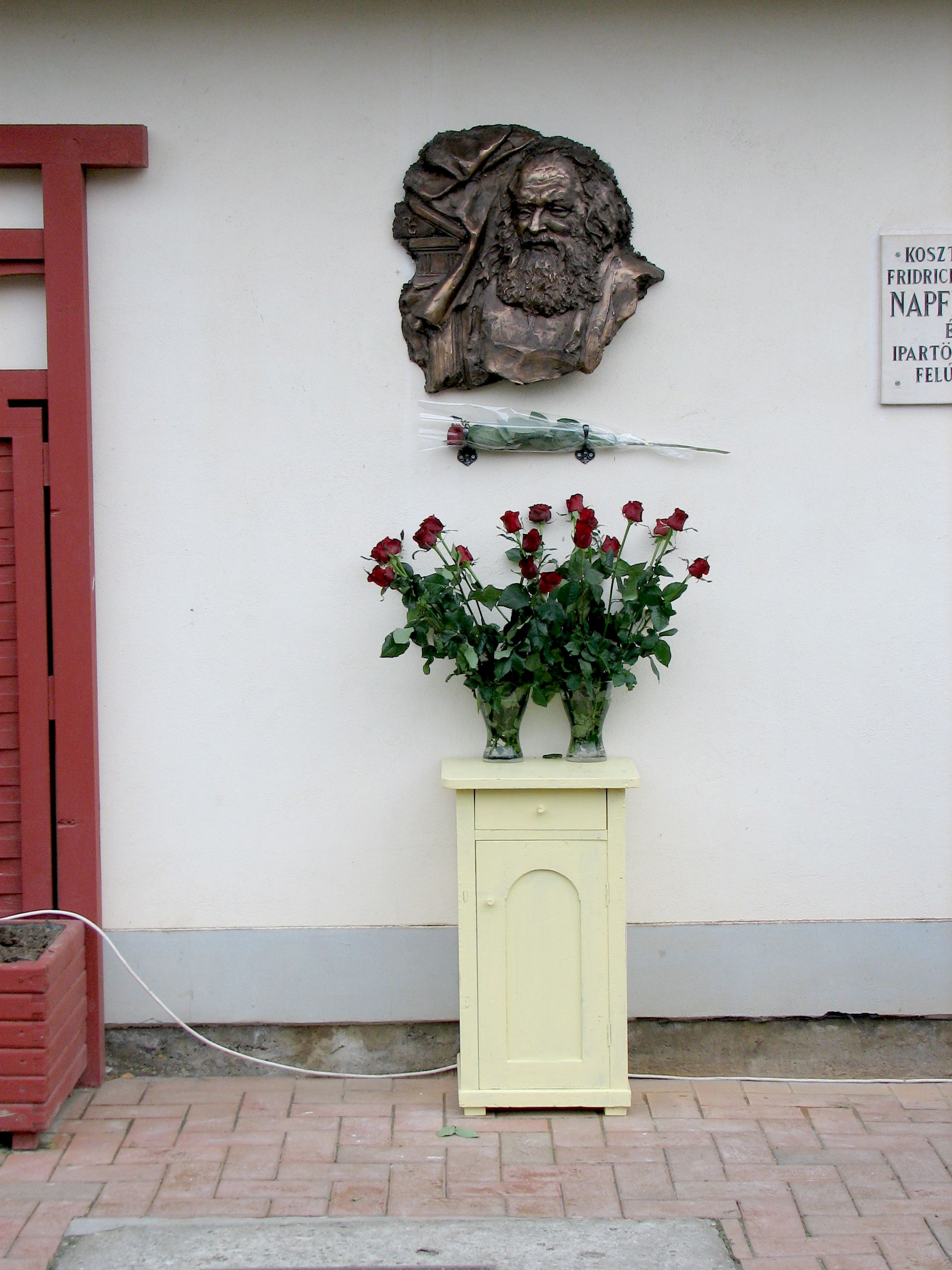
Rózsa Gábor a rózsákkal
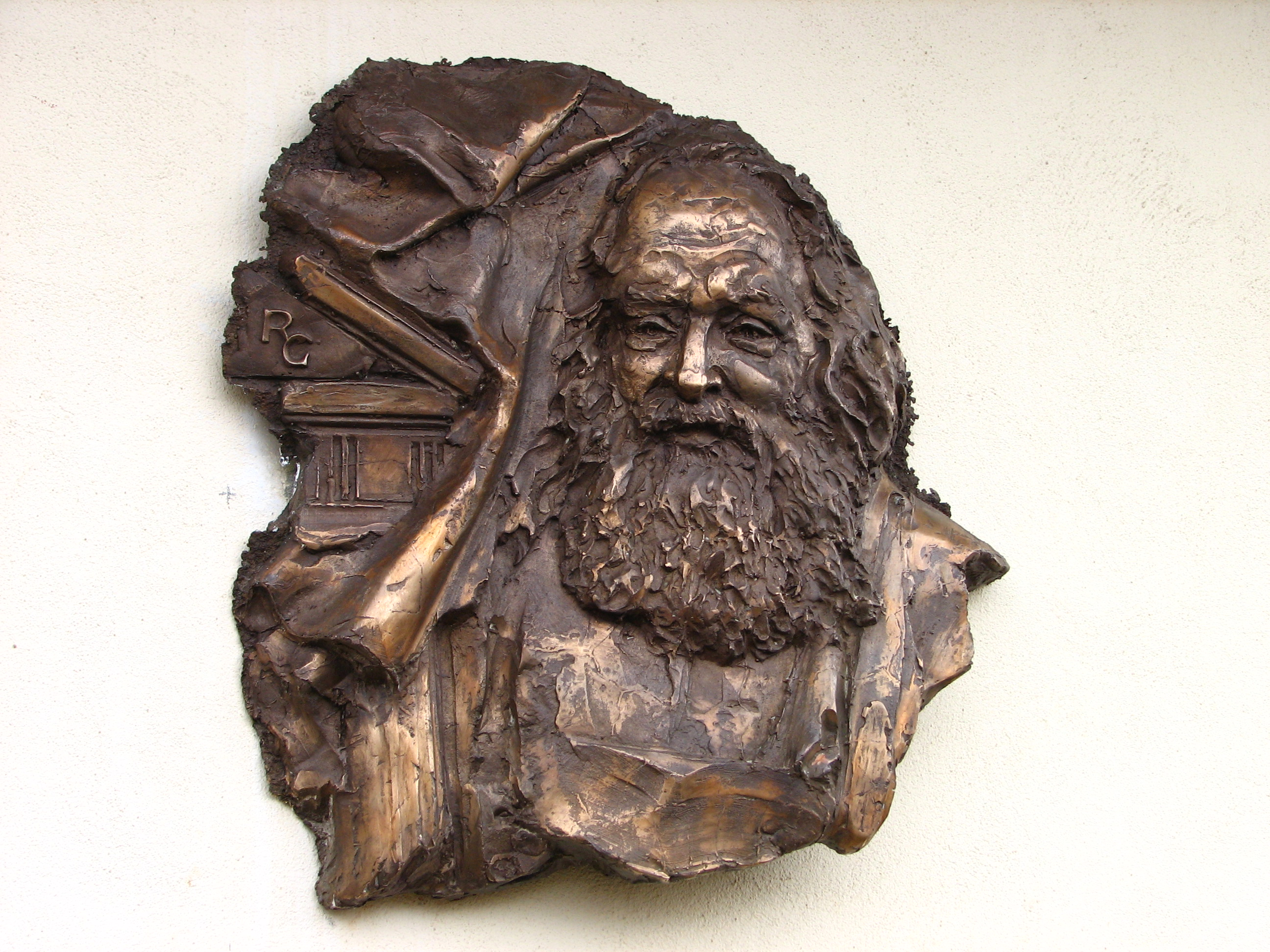
Rózsa Gábor domborműve - Lantos Györgyi alkotása
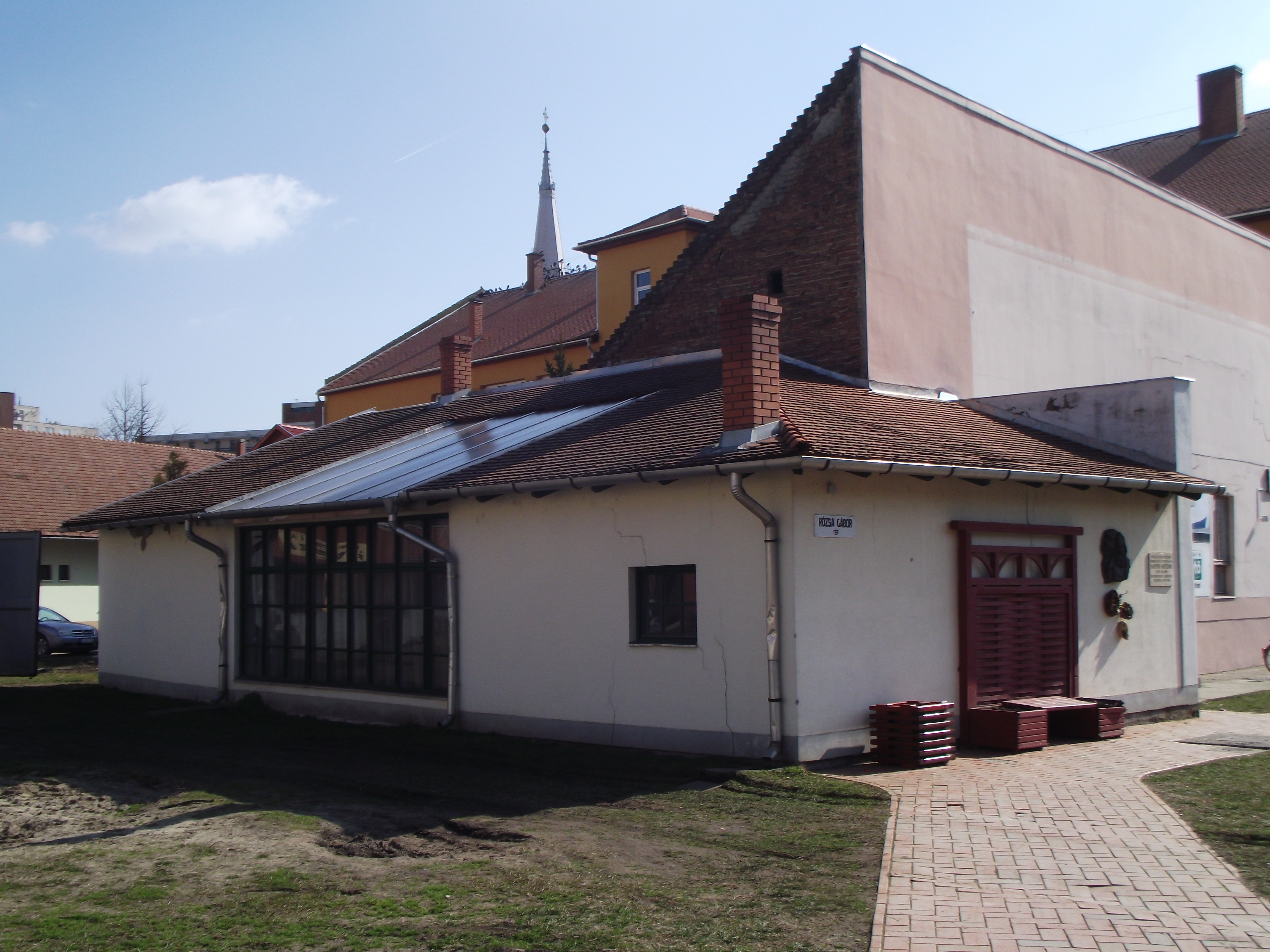
A napfénytetős Fridrich-műterem
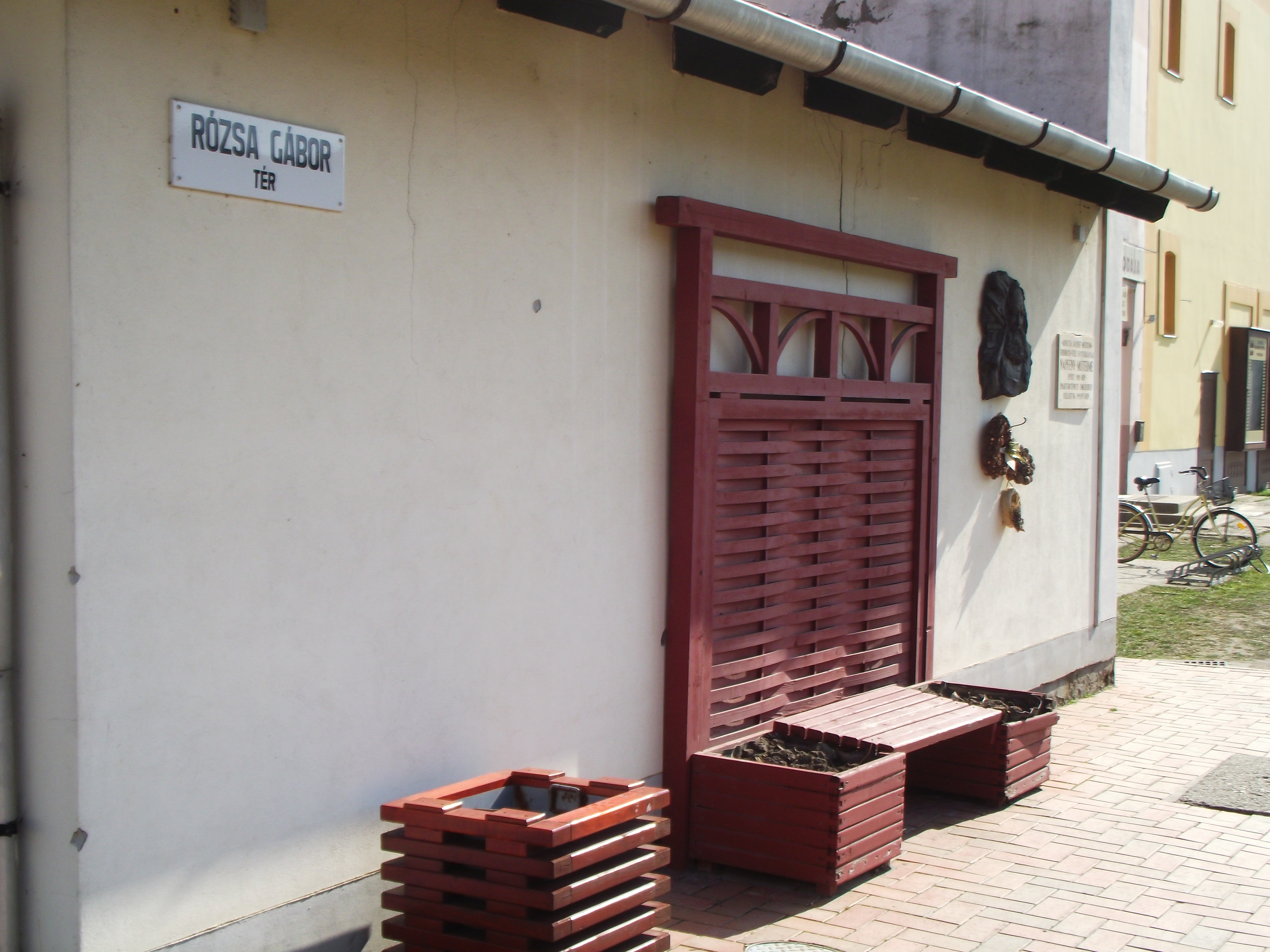
Tábla és dombormű a Fridrich Fényírda falán
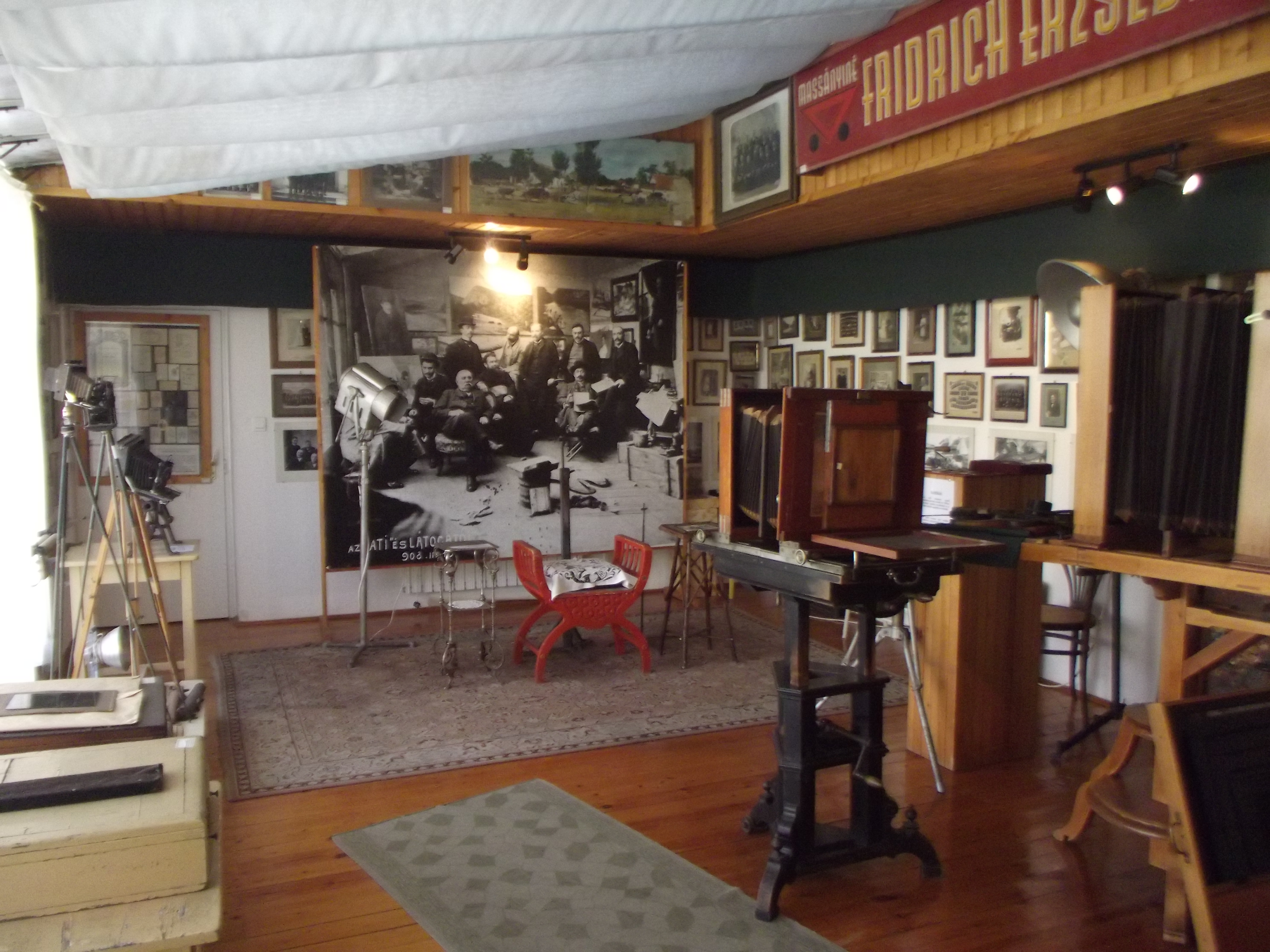
A Fridrich Fényírda belső tere a poszterrel
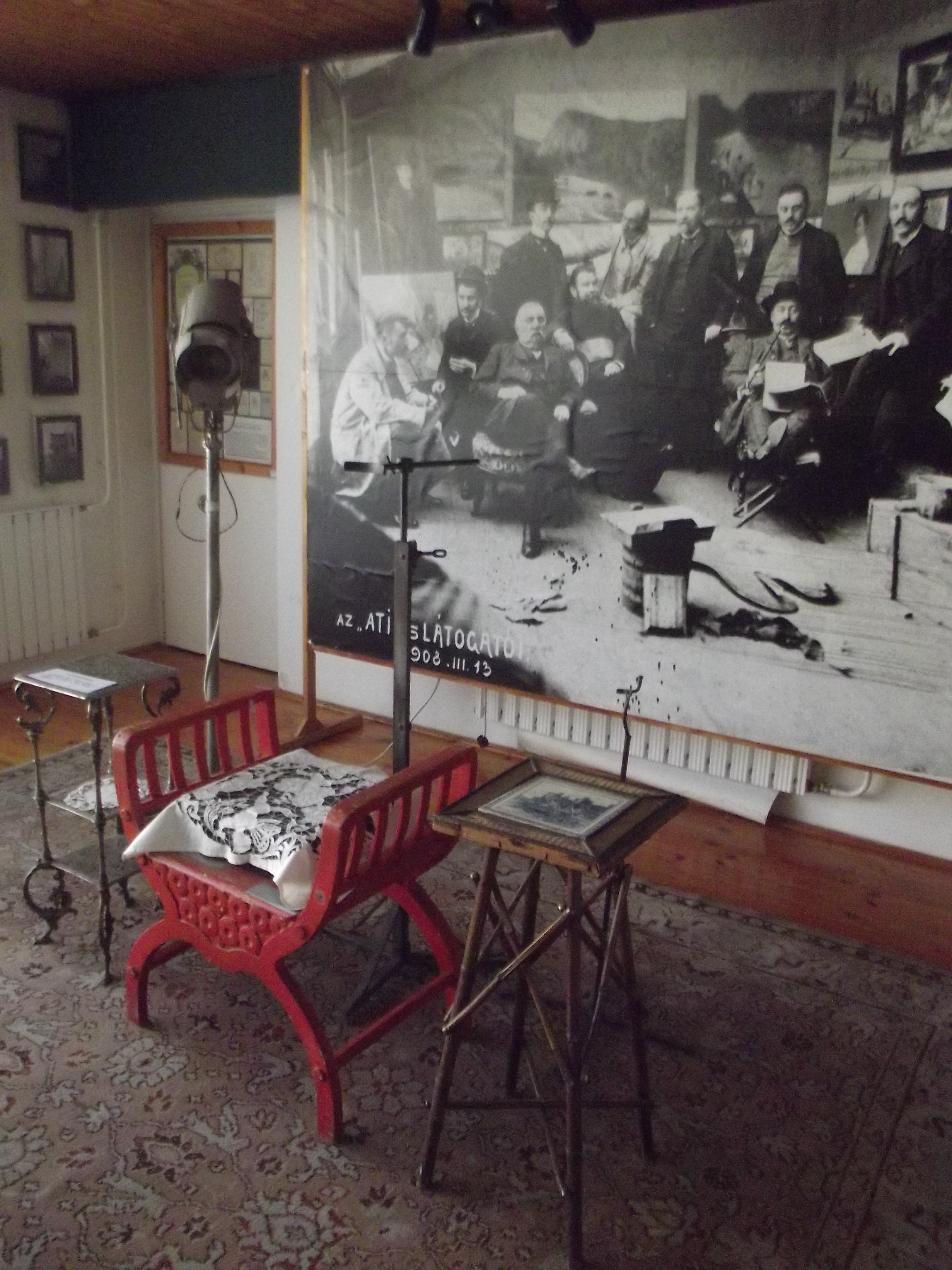
Fridrich Fényírda - portré-szék és nyaktámasz
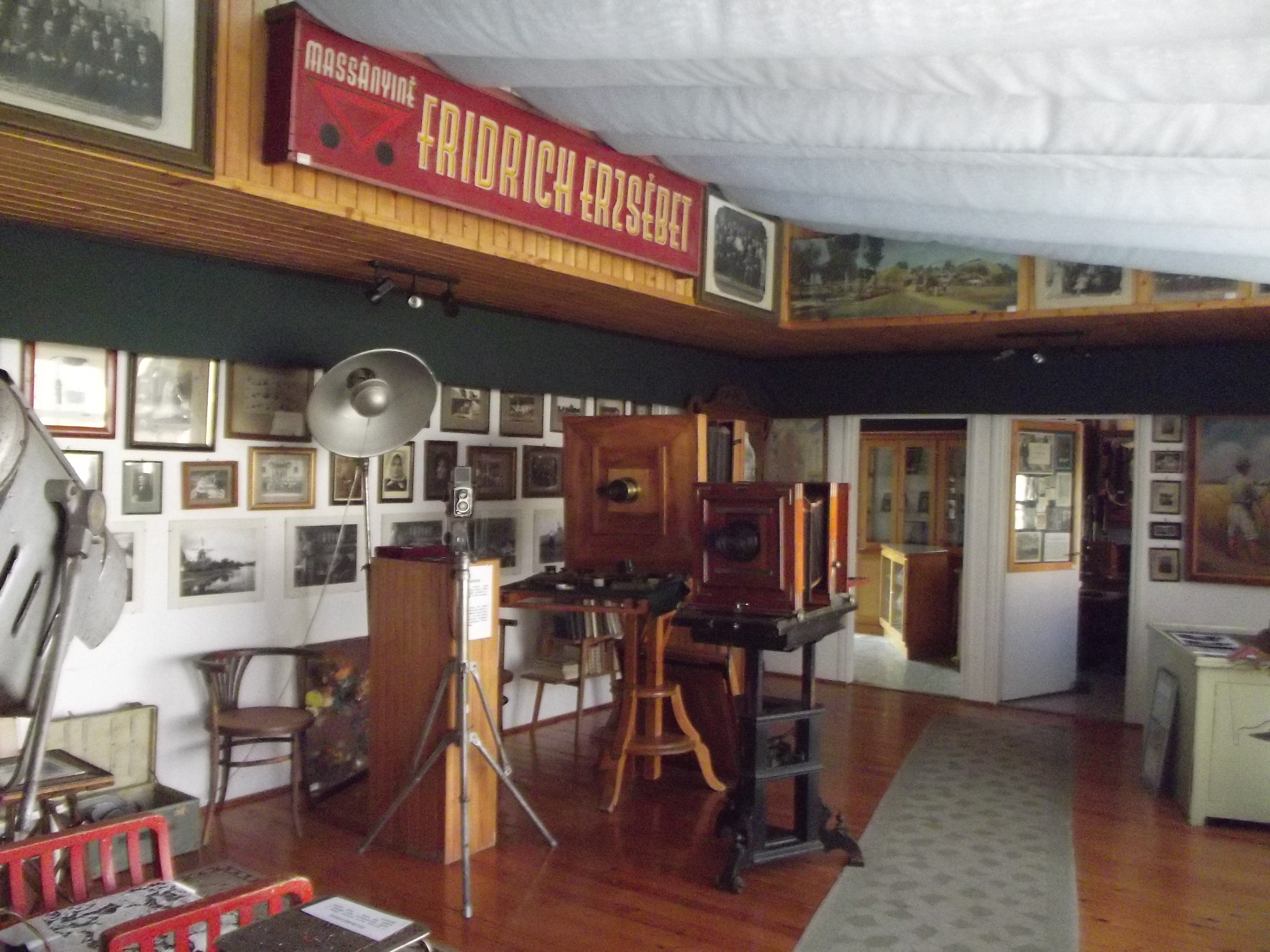
A Fridrich Fényírda belső tere a fakamerákkal
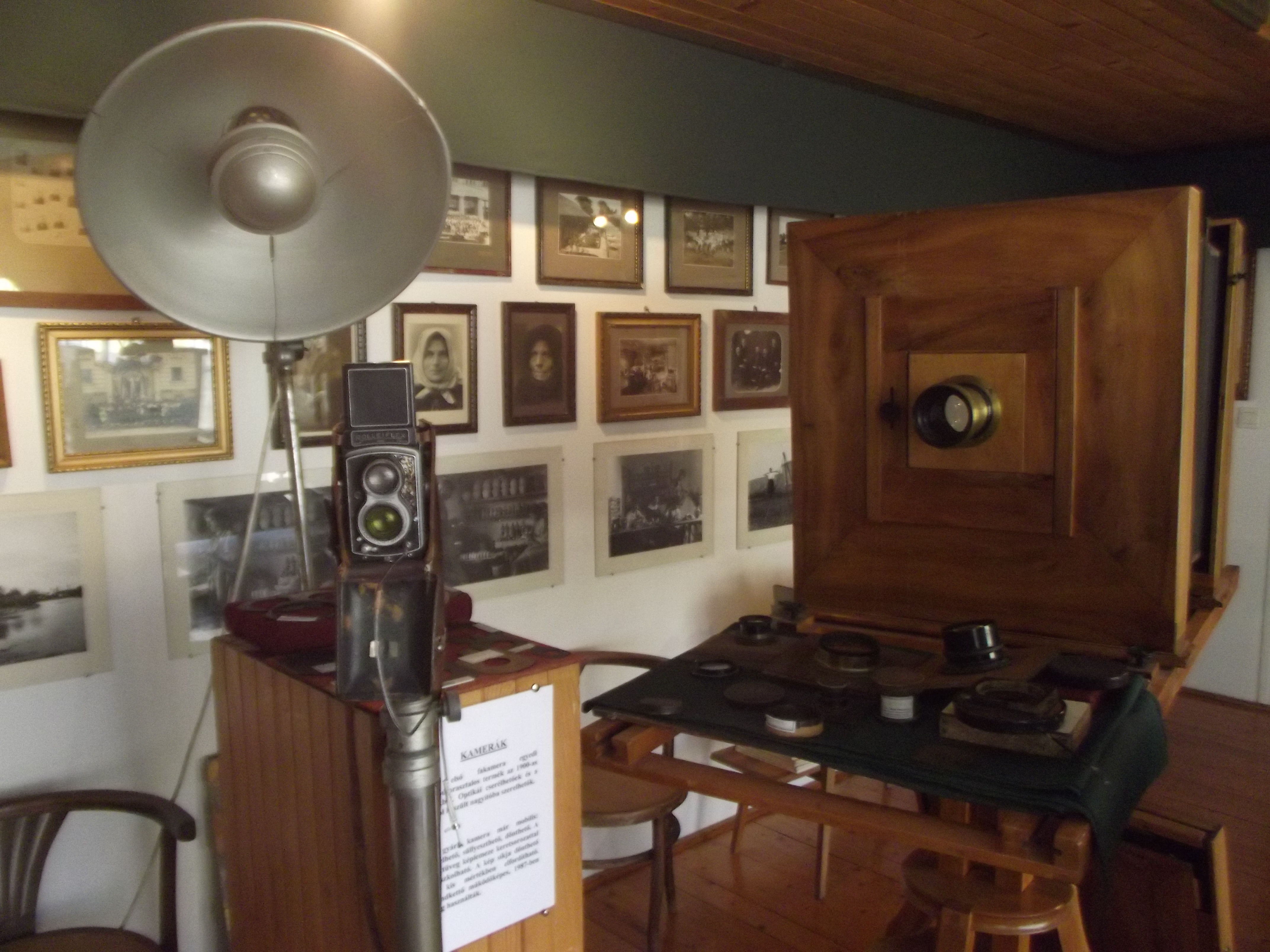
A Fridrich Fényírda belső tere - lámpa és a gépek
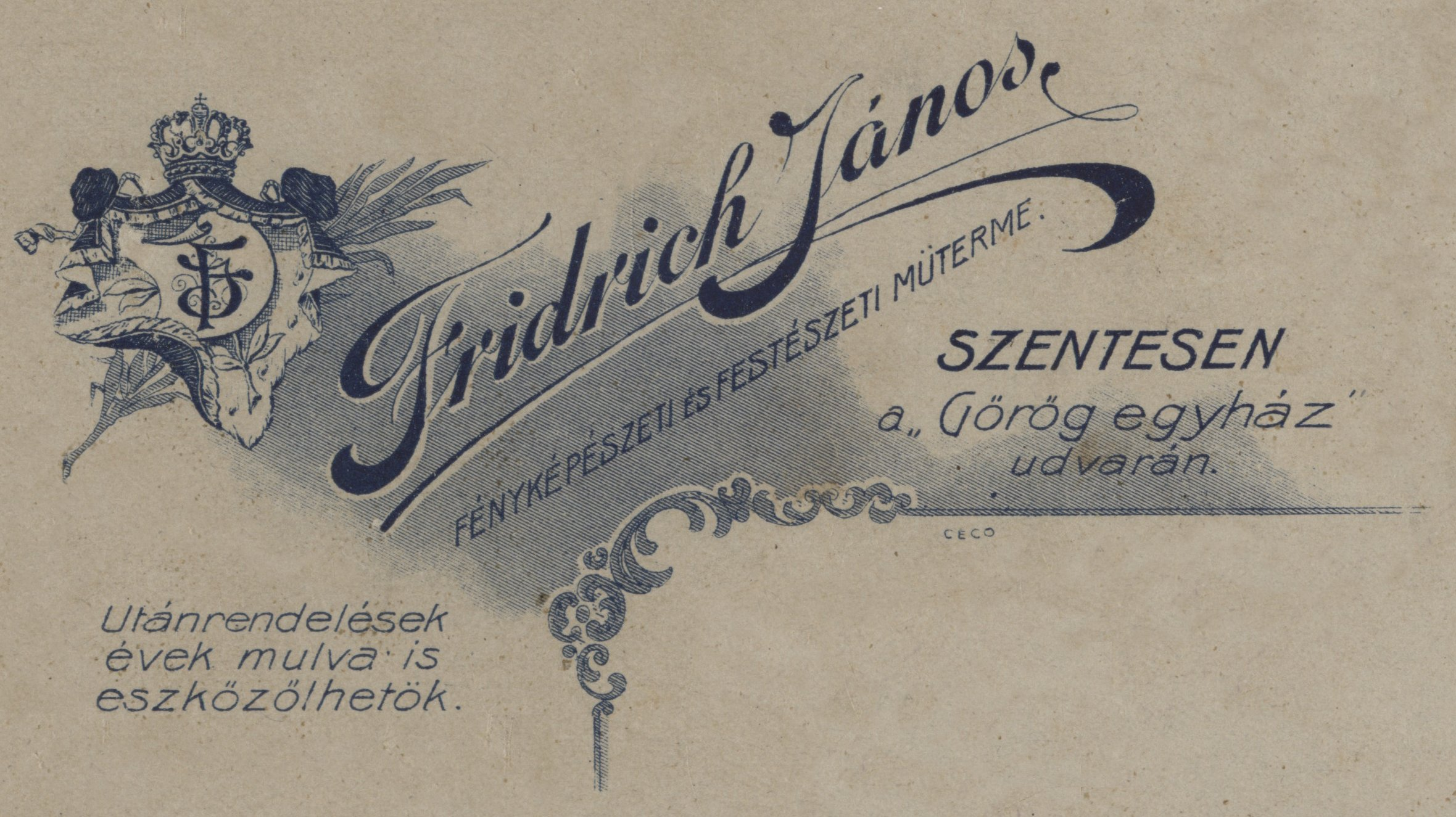
Fridrich János fényképész firmája (cégjele)
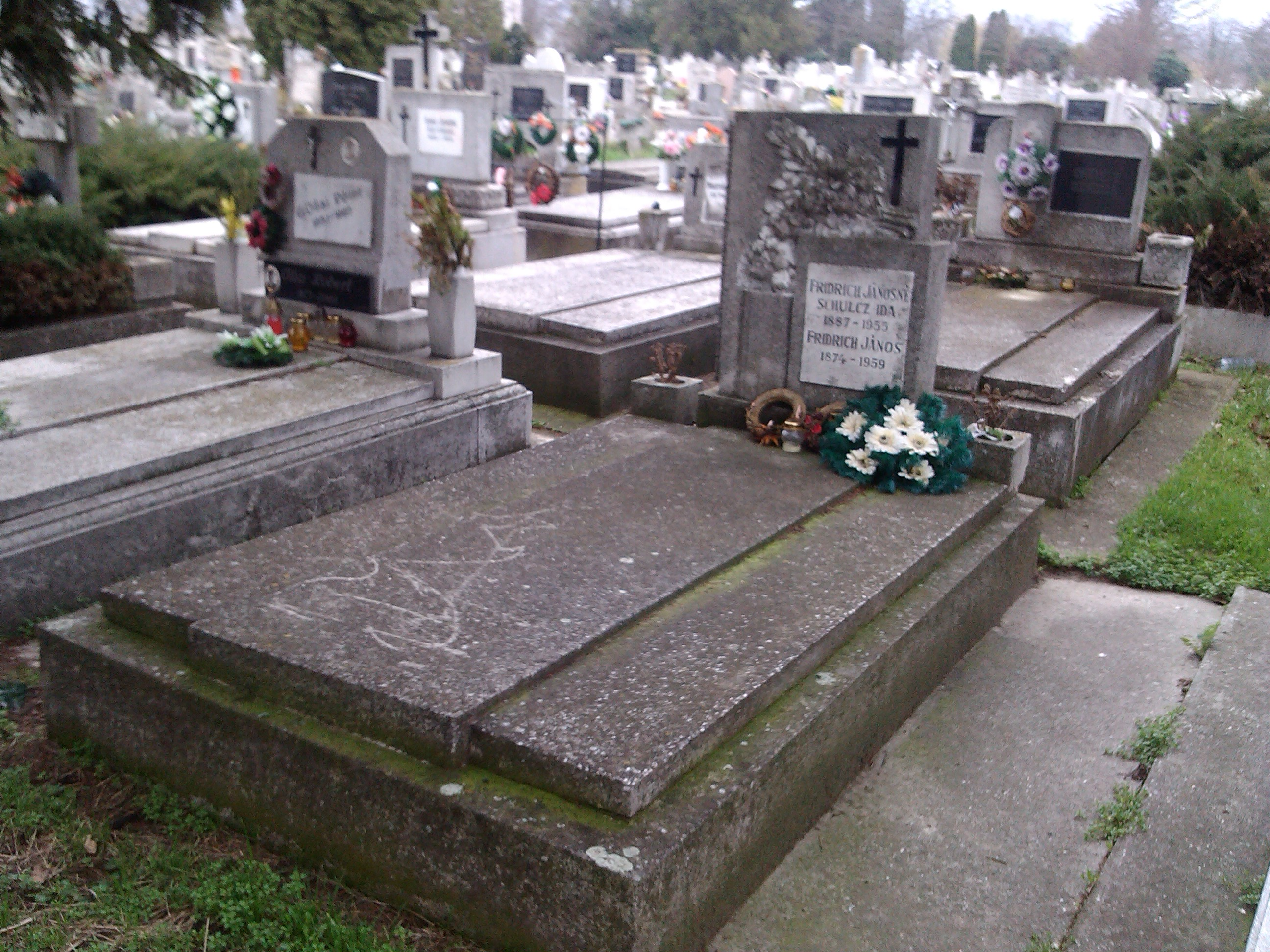
Fridrich János és felesége sírja a Kálvária temetőben
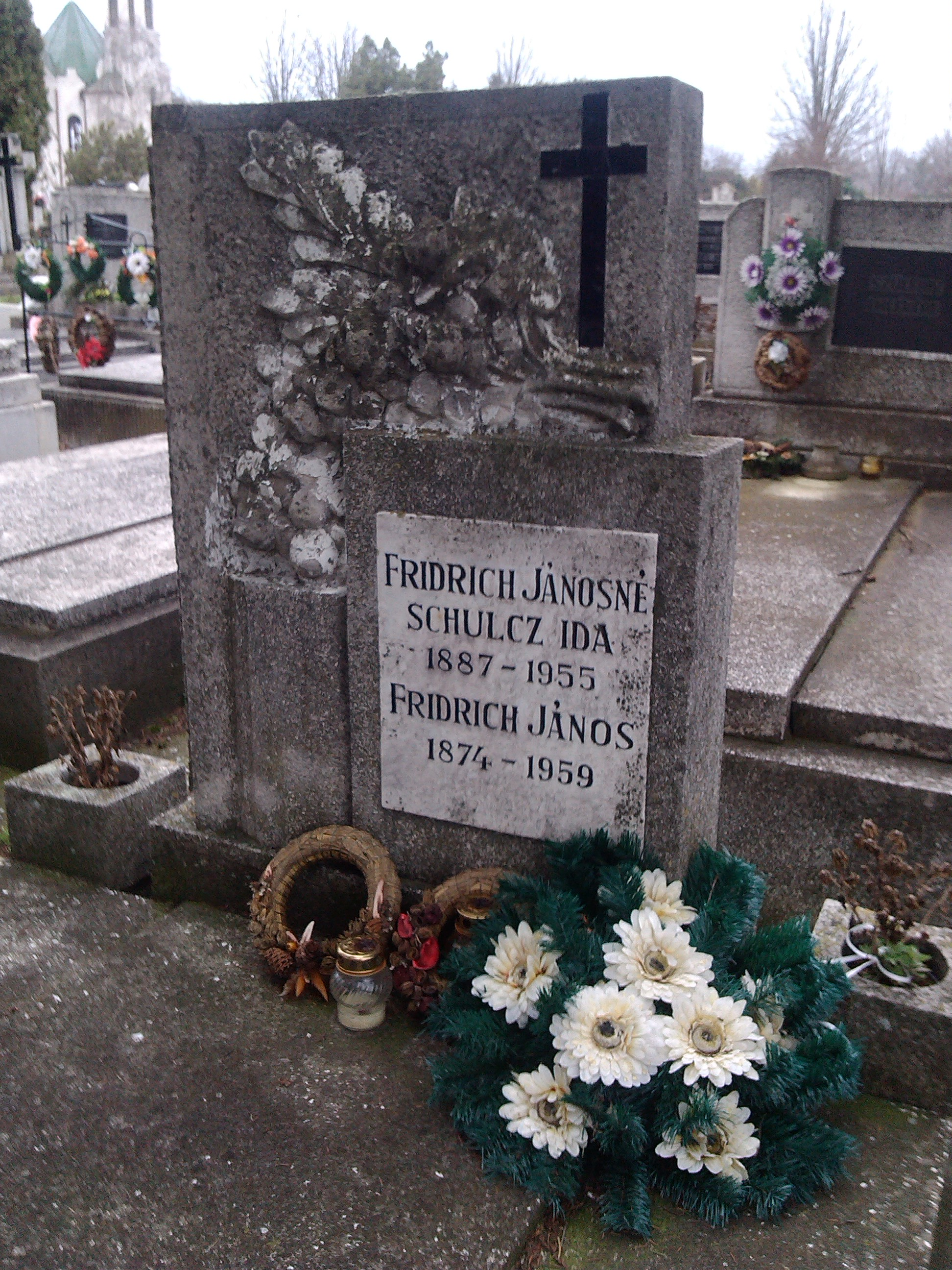
A sírkő a nevekkel